# Gebhardt Motorsport

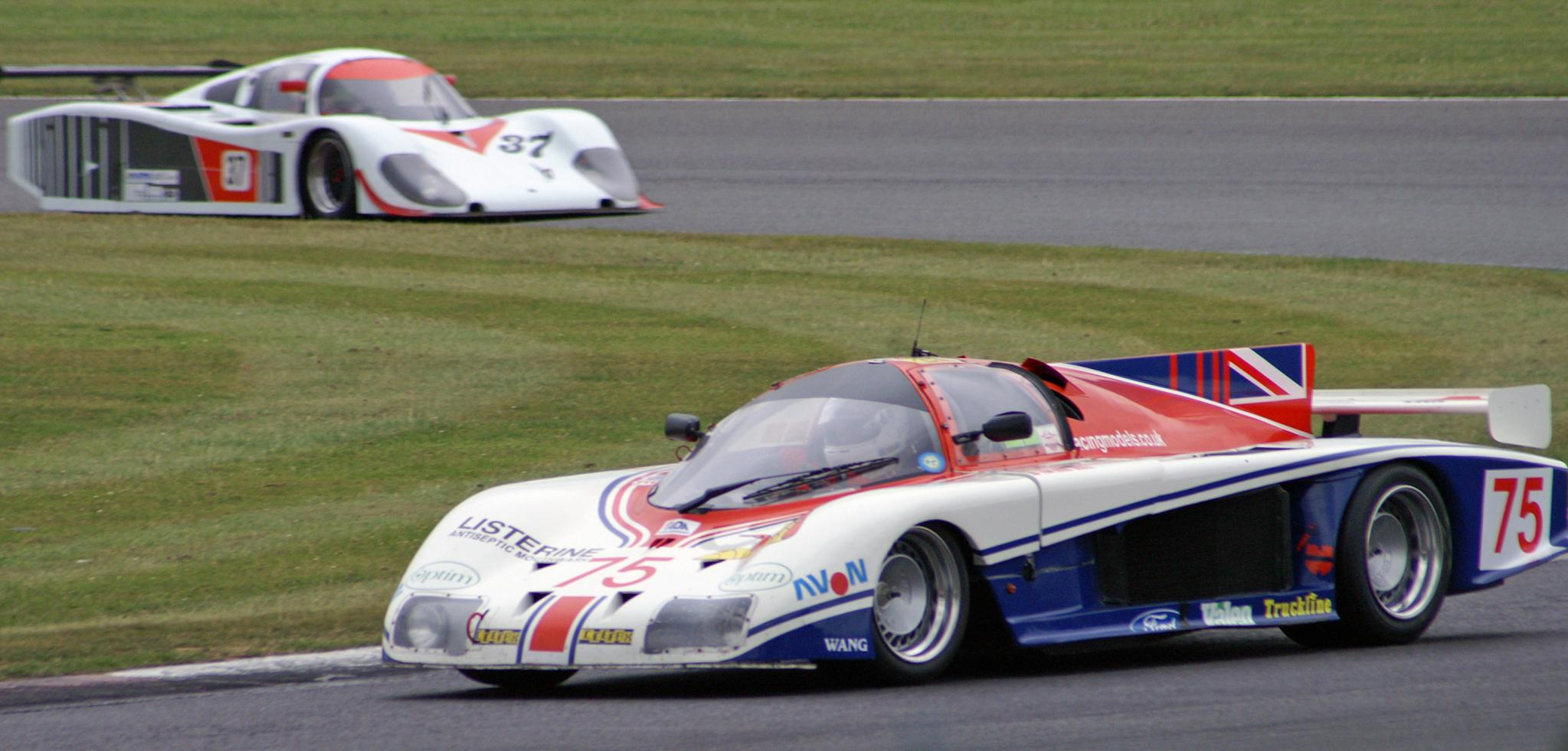
Una Gebhardt JC843 alla Silverstone Classic del 2009

La Gebhardt Motorsport era una casa costruttrice tedesca di auto da corsa, specializzata in sportprototipi, fondata dal pilota tedesco Günter Gebhardt (23.7.1953,-) e attiva tra il 1983 e il 2001.

## Modelli
La Gebhardt Motorsport si occupò di vetture del Gruppo C Junior (poi ridenominato C2) e, come spesso accadeva per i piccoli costruttori come loro, le automobili de essi costruite erano pezzi unici che spesso facevano da base per le realizzazioni successive: il suo primo modello fu la JC2 (conosciuta anche come JC83) del 1983, che partecipò solo alla 200 Miglia del Norisring di quell'anno. La vettura era dotata di un telaio monoscocca in alluminio ed spinta da un motore Toyota 2 litri da 310 CV di potenza per un peso totale di 710 kg: era caratterizzata da una carrozzeria molto avvolgente con la ruote anteriori parzialmente avvolte dai parafanghi e con il cofano motore dotato di una marcata pinna centrale e che scendeva fino a coprire completamente le ruote posteriori.
Dopo la JC83 fu la volta della JC842 spinta da un motore BMW 2 litri, con cui la scuderia gareggiò nel 1984, seguita dalla JC843, la più longeva delle vetture della casa.
Appartenente alla categoria C2 e realizzata in due esemplari, la Gebhardt JC843 aveva anch'essa il telaio monoscocca, la carrozzeria con la pinna dorsale ed era spinta dal diffusissimo Ford Cosworth DFV V8 a 90° di 3 litri accoppiato ad un cambio Hewland FGB a 6 rapporti: gareggiò nel DRM, nell'Interserie e in alcune gare del mondiale endurance. Venduta al team A.D.A. Engineering per la stagione 1985, fu dotata del più potente Ford Cosworth DFL V8 a 90° di 3,3 litri e sottoposta a continui sviluppi: partecipò tra le altre gare anche alla 24 Ore di Le Mans nel 1985 e nel 1986. In seguito il suo telaio fu la base per la ADA 02 e la successiva ADA 02B, che corse la 24 Ore di Le Mans 1989 e 1990, ma il miglior risultato al Circuit de la Sarthe rimase l'ottavo posto conquistato nel 1986. L'altro esemplare fu ceduro al pilota svizzero Ruedi Jauslin, che la impiegò nell'Interserie e nella serie tedesca Supercup riservata alle vetture di gruppo C.
La successiva Gebhardt JC852 era la versione aggiornata della JC842, spinta dallo stesso motore BMW 4 cilindri da 2 litri, ma non vide mai la pista, essendo stata solamente iscritta alla 200 Miglia del Norisring del 1985 e non prendendo parte alla gara.
Per la stagione 1985 fu approntata la nuova Gebhardt JC853, simile nella linea al modello JC843, dotata del Cosworth DFV e subito convertita al DFL 3,3 litri. Gareggiò con la Gebhardt Motorsport anche nel 1986, mentre per il 1987 fu dotata di un motore BMW e iscritta al campionato statunitense IMSA, categoria Light.
Per il 1987 fu approntata anche la Gebhardt JC873, che dopo aver rinunciato ad alcuni appuntamenti dell'Interserie fu pronta solo per la 1000 km di Spa. Spinta da un motore Audi turbo da 2,1 litri, rinunciava alla pinna dorsale che aveva caratterizzato la veste aerodinamica dei modelli che l'avevano preceduta. Durante la stagione 1988 il motore Audi fu sostituito dal Cosworth DFL 3,3 litri, mentre nel 1989 lo sullo stesso telaio abbinato di nuovo al motore tedesco fu realizzata la Gebhardt 88 C2, che gareggiò anche nel 1990 e 1991.